# 法国外籍兵团
外籍兵（法語：Légion Étrangère），為法國的正規部隊，总部位于法国东南部城市欧巴涅。自1831年，時任戰爭部長让·德迪厄·苏尔特元帥建立至今。軍團成員以招募外籍人士為主，但法國公民仍可以（文書上的）外國人身分加入。外籍人士在服務滿五年以後可以申請法國國籍，在確認受到足夠同化後便可取得國籍。不願意放棄原有國籍者，在契約結束後也可以得到法國居留權。
19世紀時兵團主要的工作是保護法國的海外殖民地，不過也參加過克里米亞戰爭。而在歷史超過150年的今天，軍團已經成為法國軍隊的一部分。軍團總共為存在於法國的三個共和國和一個帝國服務過，參與過兩次世界大戰與其他中小戰爭，見證徵兵制的興衰，以及法國殖民地帝國的建立與坍塌。

## 歷史

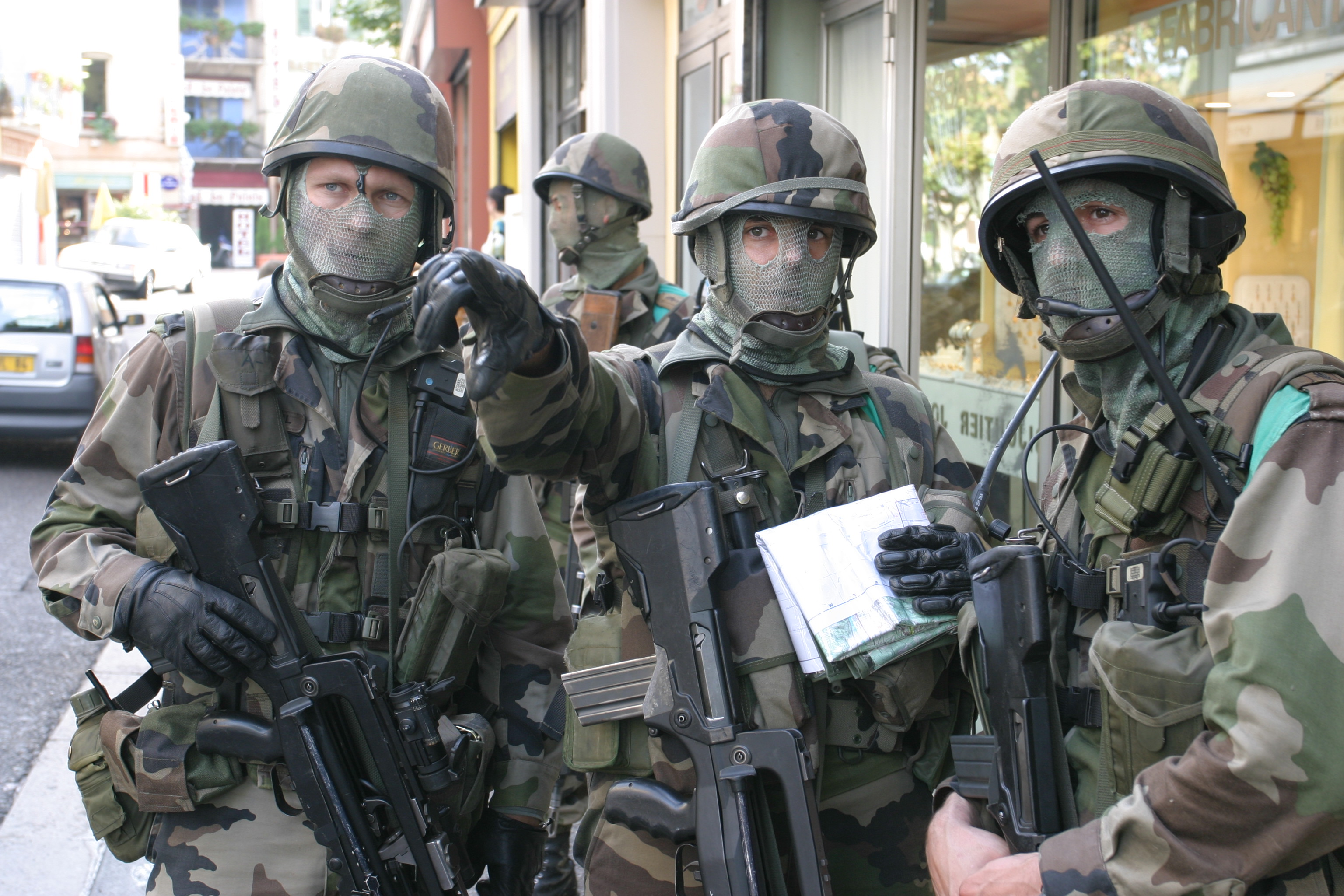
現代外籍兵團作戰服

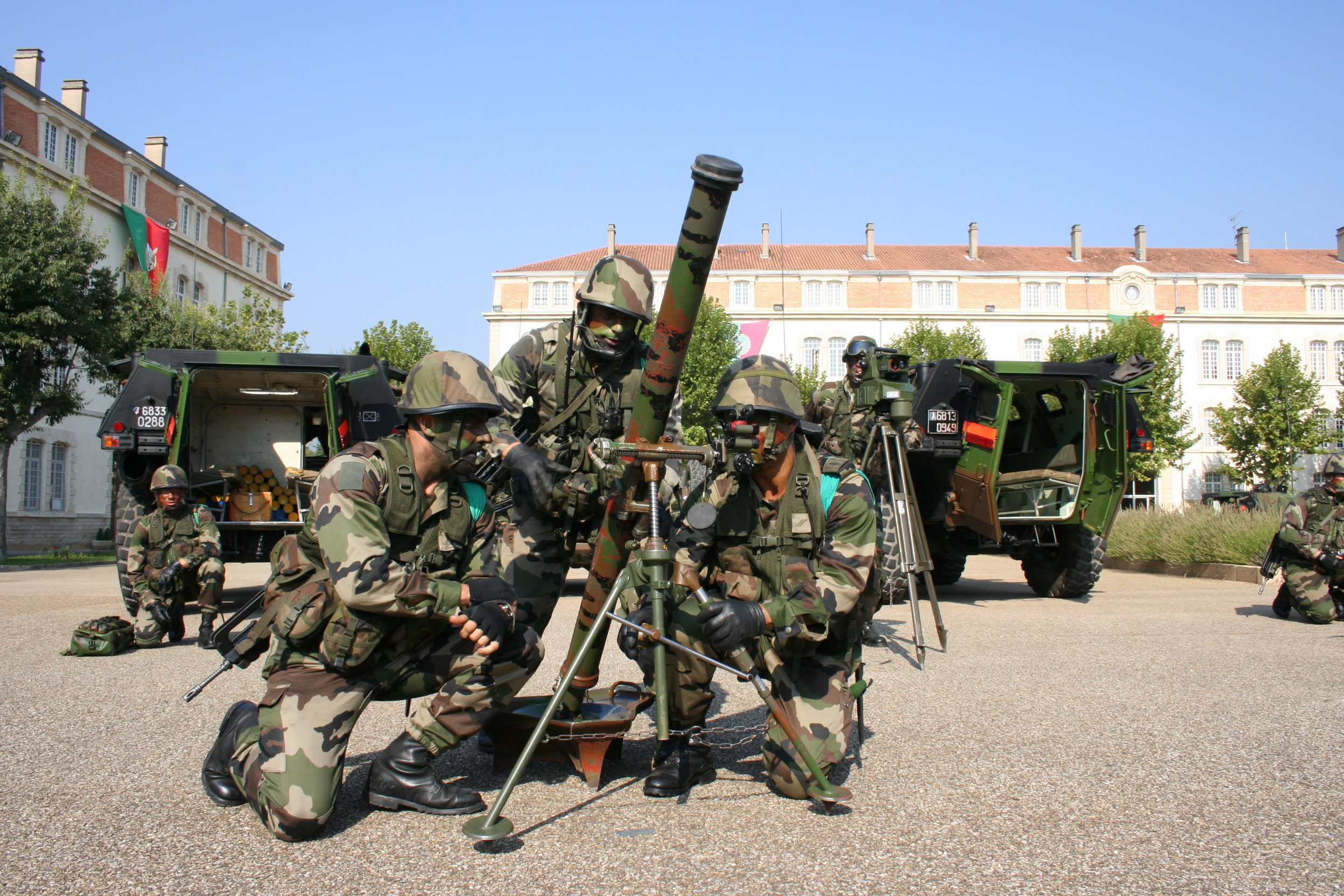
81公釐迫擊砲組

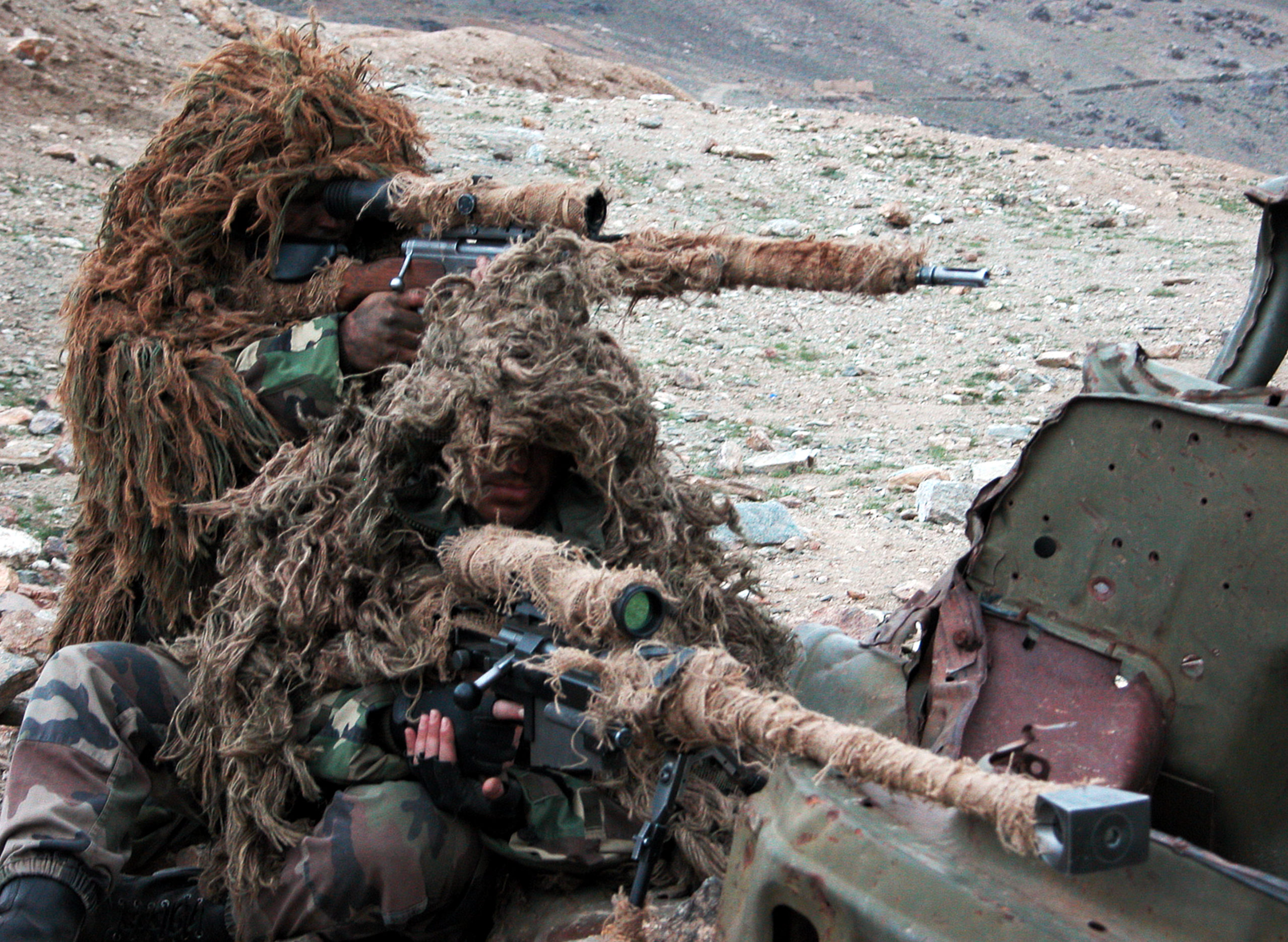
狙擊小組

1805年，法国创建外籍部队编制，当时创建了奥弗涅团、伊森堡团、普鲁士团和爱尔兰营。1811年成立了四个外国士兵团。在拿破崙戰爭百日王朝期间，外籍士兵的人数增加一倍。1815年，这八个外国士兵团根据皇家命令组成了皇家外国军团。1818 年，皇家军团被肢解，成为霍恩霍尔军团，随后在1821年成为霍恩霍尔军团，该军团以其领袖、奥地利国籍的法国元帅霍恩霍尔-瓦尔登堡-巴滕施泰因的路易斯·阿洛伊王子命名。该团于1831年1 月5日解散，同年3月10日，一项新的皇家命令使外籍军团从灰烬中重获生机，部署在阿尔及利亚。
自1830年7月25日的“七月革命”將法王查理十世趕到英國後，新上臺的法王路易·菲利浦的“七月王朝”政權岌岌可危。1831年，让·德迪厄·苏尔特元帥為了清除有潛在威脅的“亡命之徒”提出在法軍序列中成立一支正規編制的常備外籍軍團。1831年3月10日，路易·菲利浦正式簽屬批准成立該部隊的文件。1831年末首批法國外籍兵團成員登陸阿爾及利亞，此處也成為之後141年法國外籍兵團的中心。之後外籍兵团作为法国武装力量的一部分转战克里米亚、意大利和墨西哥等戰場。

### 阿爾及利亞戰爭
- 第一次阿卜杜·卡迪爾戰爭
- 第二次阿卜杜·卡迪爾戰爭
- 第三次阿卜杜·卡迪爾戰爭

### 第一次卡洛斯戰爭
1839年，西班牙國王斐迪南七世去世後，在軍隊和政府支持下，其指定繼承人：3歲幼女伊莎貝拉二世登基，由其來自那不勒斯王國的母后瑪麗亞·克里斯蒂娜攝政。這遭到了斐迪南的弟弟唐·卡洛斯〔1788～1855〕及其追隨者的反對。卡洛斯派認為依據法蘭克人禁止女性繼承王位的“薩利克法典”，卡洛斯才是合法的繼承人。西班牙教會和北部的大部分地區支持卡洛斯登基，稱查理五世。自由主義派則支持伊莎貝拉二世，希望借女王年幼的機會在西班牙推行自由主義改革，他們與葡萄牙、法國、英國組成四國同盟，希望借助外國力量反對卡洛斯派。
卡洛斯派發動一場推翻立憲政府和克里斯蒂娜的革命。克里斯蒂娜派和政府軍在埃斯帕特羅將軍統率下，得到英國的“西班牙軍團”和法國的“外籍軍團”的支援，取得泰拉圭戰役和韋斯卡戰役的勝利。1837年卡洛斯派被迫撤出馬德里。
至參加卡洛斯戰爭時，外籍軍團已擁有4021名士兵和123名軍官。在這場戰爭後期，外籍軍團成為法國陸軍的一部分，其給養、食宿及裝備的費用也一併轉由陸軍負責。到1839年1月外籍軍團只剩下63名軍官和159名士兵。
1839年8月31日，卡洛斯派軍隊總司令馬羅托在沒有接到卡洛斯指示情況下，私自簽訂了貝爾加拉協定。根據協定，馬羅托所部及其本人歸順克里斯蒂娜，以換取赦免及恢復巴斯克和納瓦拉兩省的自由。卡洛斯派殘部逃往法國布爾日。卡洛斯親王則流亡法國。

### 克里米亞戰爭
1850年代，在圍繞土耳其統治下的聖地——耶路撒冷的管轄權問題的爭執中，沙皇尼古拉一世要求在鄂圖曼土耳其帝國的領土範圍內有獨家保護東正教基督徒的權利，遭到土耳其的拒絕。沙皇派兵佔領了摩爾多瓦和瓦拉幾亞，迫使土耳其人於1853年對沙皇俄國宣戰。同年11月30日，俄國黑海艦隊砲擊並摧毀了泊於黑海港口錫諾普的一支土耳其小艦隊，英法聯合艦隊隨後開進該領域，威逼俄國撤軍。但俄國沒有撤軍，害怕俄國在中東擴張的英法兩國遂共同對俄宣戰。
1854年9月，外籍軍團再次走出非洲，作為法國、英國、撒丁、土耳其組成的聯合遠征軍的一部分，在克里米亞半島登陸，並向塞瓦斯托波爾的俄軍進擊。外籍軍團的第一、第二團與英國陸軍並肩作戰，參加了塞瓦斯托波爾圍城戰。在長達一年的合圍期間，法軍為主的聯軍在阿爾馬河戰役、喬爾納亞戰役和馬拉科夫戰役取得重大勝利。

### 墨西哥：卡梅倫戰役和丹茹之手

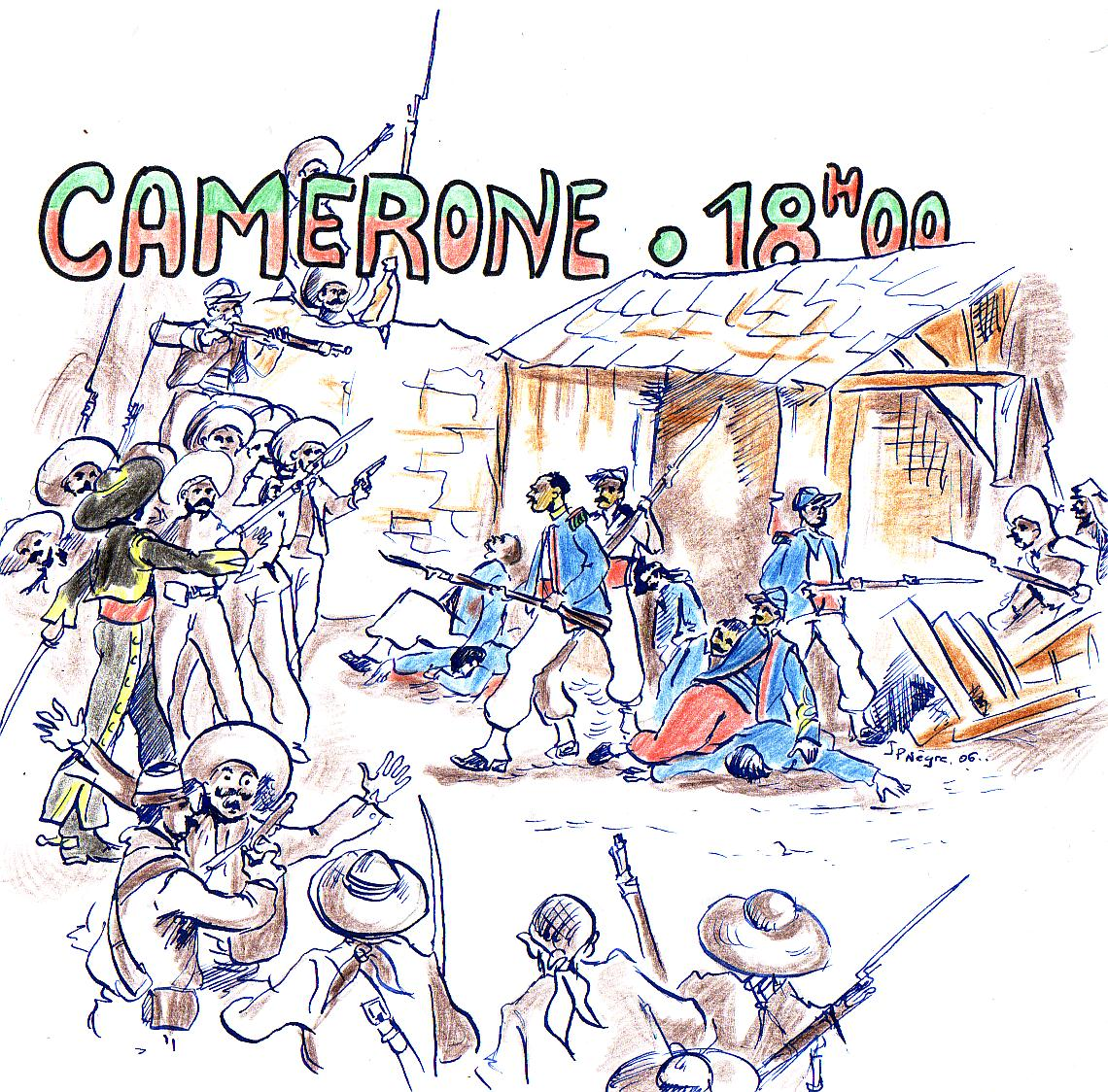
卡梅伦战役

法国外籍兵团富有传奇色彩的历史开始于1863年4月30日的墨西哥战场。当日，一支由62名士兵和3名军官组成的步兵巡逻小队在丹茹上尉的带领下巡逻时，受到了将近3个营的墨西哥步兵和骑兵（人數約在1,200人至2,000人之間）的进攻，并被围困在卡梅伦庄。巡逻队在庄园中抵抗墨西哥军队的进攻，虽然面临着绝望的处境，但是他们依然顽强地战斗，贯彻了战至最后一人的顽强战斗意志。Danjou上尉在庄园的防守作战中受了致命伤，他剩余的部众最后与墨西哥军队展开了刺刀白刃格斗。在墨西哥的最後一波進攻下，剩下的五名士兵又有三人倒下。墨西哥方面要求最後的2個士兵投降，但他们仍坚持墨西哥軍隊必须保證他們能舉著自己的軍旗，護送丹茹上尉的遗体平安返回自己的驻地。面对这样的情况，墨西哥方面的指挥官慨叹道：“他们不是人类，是魔鬼”，出于尊敬同意了他们的条件。
丹茹上尉在混戰中遺失了的木製義手（他在阿爾及利亞失去一手）在不久之後被還給兵團，現在被放在兵團位於歐巴涅的法國外籍兵團博物館裡，每年兵團慶祝卡梅倫日時都會拿出來展示。

### 普法战争
根據法國法律，除非面對國家危機否則兵團不可在法國本土戰鬥。拿破崙三世在色當會戰大敗後，新建立的第三共和急需軍隊來保衛法國。於是在命令下該年10月11日兵團的兩個團進入土倫，也是兵團首次在法國本土部署。普法戰爭後期普軍包圍巴黎，外籍兵團發動進攻，試著解除普鲁士軍隊对巴黎的包围。兵團在激戰後成功突破普军防線奪回了奥尔良，但最后未能解除对巴黎的封锁。

### 殖民地战争
法兰西第三共和国期间，外籍兵团在法国的对外殖民扩张中扮演了重要的角色。他们参加了在北非（在阿尔及利亚，他们建立了总部）、马达加斯加和中國的战争。1885年，在印度支那，一个营的外籍兵团参加了中法战争中著名的宣光圍城戰，以及台灣基隆的月眉山戰役。

### 第一次世界大戰
第一次世界大战期间，法国外籍兵团參與了许多重要的戰鬥，包括第二次香檳戰役、索姆河戰役、埃納河戰役、凡尔登战役等。而兵團也在加里波利之戰以及在馬其頓前線付出了許多傷亡。

### 戰間期
1932年，兵團共擁有六個旅團，共30,000名士兵。
- 第一步兵團 - 阿爾及利亞與敘利亞
- 第二、第三及第四步兵團 - 摩洛哥
- 第五步兵團 - 印度支那
- 第一騎兵團 - 突尼西亞與摩洛哥

### 第二次世界大戰
外籍兵團在第二次世界大戰扮演的角色就沒有一戰時重要，但也在中東、北非等戰區占有一席之地。例如第13团便參加了加扎拉/哈凱姆水井戰役。有趣的是，在二戰中兵團曾經分為兩派，一方效忠自由法國；另一方則效忠維希政府。而兩派更曾於敘利亞短暫交火。最後效忠維希政府的一方也加入了自由法國。而在戰後，也有多達幾千名前德意志國防軍成員選擇加入軍團，並帶給法國外籍兵團一些德國軍隊的習慣，包括部分軍歌等。

### 法越戰爭

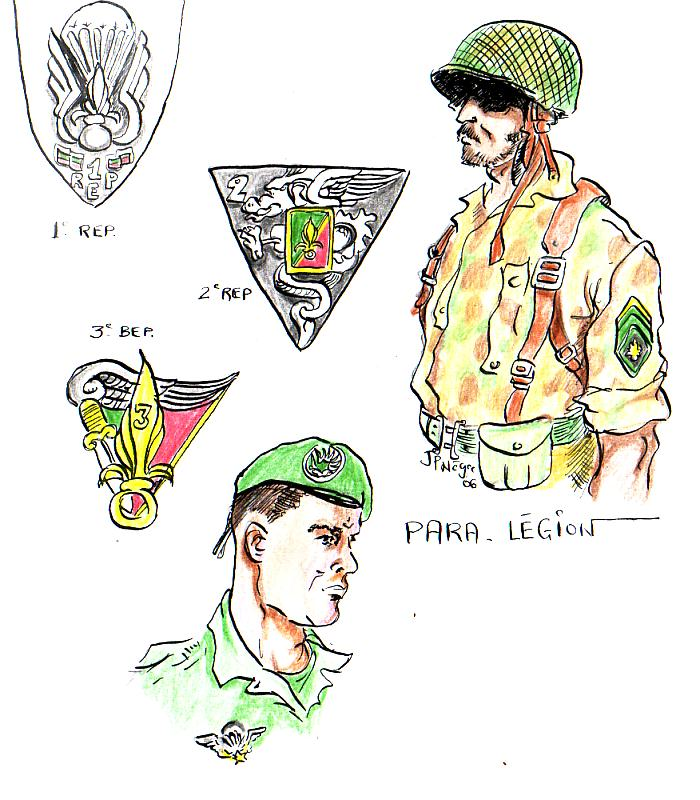
印度支那時期的制服

又稱第一次中南半島戰爭，或稱法屬印度支那戰爭。由於第二次世界大戰後法國國內反戰聲浪高漲，徵兵制取消後法國只能重用法國外籍兵團。奠邊府戰役中法軍的17個團裡就有7個團是來自法國外籍兵團，在奠邊府的戰場上還聽得見納粹德國的軍歌（當時兵團成員組成的關係）。
外籍兵团的几个支队曾在第一次印度支那战争时期被派往法属印度支那，其中的一个支队还是当年奠邊府戰役中法国守军的重要组成力量。在该次战役中法军損失慘重，外籍兵团人员伤亡惨重，损失大半。当时士兵对战争深感绝望，兵团组成了一支志愿救援队，把救援物资通过空投分发到军队营地。

### 阿爾及利亞兵變
1958年，阿爾及爾暴動，當時法國阿爾及利亞駐軍司令發佈宣言：只接受戴高樂出面協調。法國国会被迫授予戴高乐将军全权，制定新宪法。戴高乐接管议会、总理以及政府政權。9月，法國全國通过新宪法，第五共和國成立。12月，戴高樂当选共和国总统並赦免相關人事。但是因為戴高樂本人的支持阿爾及利亞獨立路線，導致第1外籍傘兵團為中心的部隊感到不滿。發動政變失敗的結果，許多軍官遭到逮捕外，第1外籍傘兵團也被解散。

### 第一次波斯灣戰爭
1990年8月，伊拉克進攻並佔領科威特。海湾战争开始后，外籍兵团輔助幼鹿師自伊西部登陸，發動幼鹿行動，誘攻伊軍，成為第一支反攻伊拉克的部隊；伊拉克參謀本部錯判法軍是主力部隊，派出近10万兵力全力攻擊，殊不知自伊南門戶攻擊的美軍才是攻伊主力，導致美軍攻勢順暢，迫使佔科伊軍恐遭美軍切斷退路，倉促撤退急逃返伊拉克。

## 組成

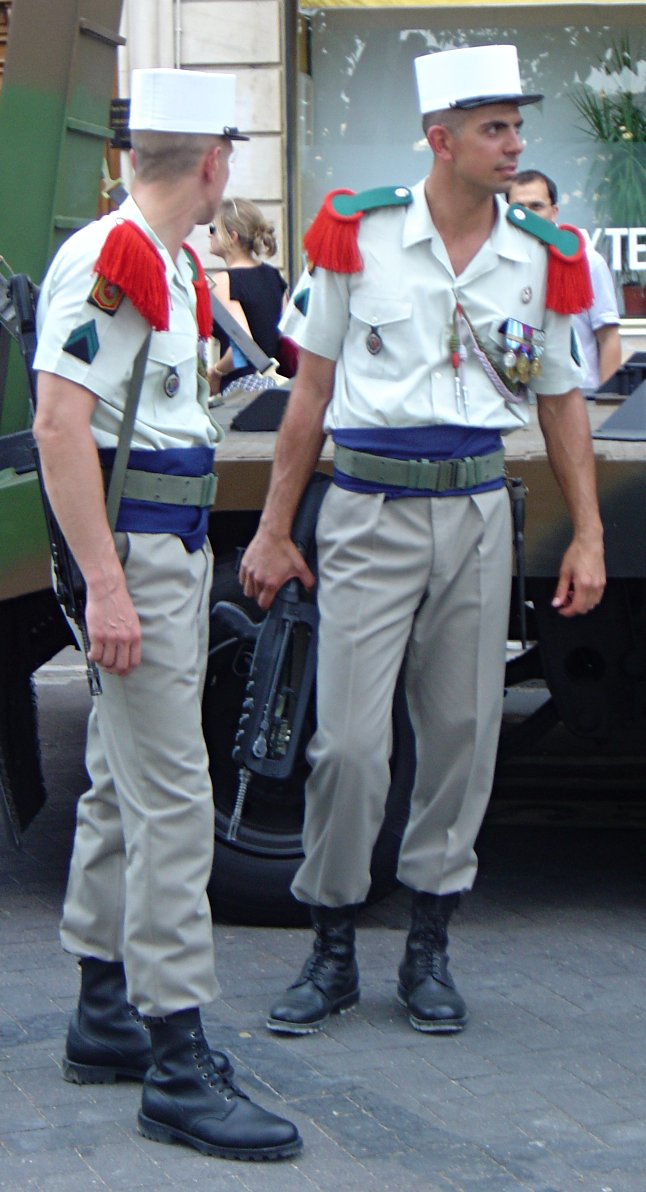
身着制服的法国外籍军团士兵，他们手中的步枪是FAMAS。

法國外籍兵團是法國的正式編制部隊，在契約期間外籍成員跟法國籍成員擁有同等身分保障，並非不受日內瓦條約所保护的傭兵部隊。應該說是專門負責志願加入法國軍隊的外籍人士之統一處理部門比較符合狀況。目前大部份外籍兵团現役軍官是法國人，其中約10%為升遷的前任兵團成員。外籍兵团是多國籍人士的成功組合，原籍法國公民者僅佔兵團成員比例之25-35%。成員組成比例以歐洲人最高，尤其在1980年代中葉後大量英國人及南斯拉夫人選擇加入外籍兵团。
兵團成員可以選擇使用假名及法國護照，這點是為了方便来自各國的成员能以新的身份到法国外籍兵团服役；而原本就為法籍者仍適用此規定。服役滿一年以後，軍團會調整兵員到適合他們的職位。
由於正式加入兵團後可以取得新的身分，過去兵團頗能吸引重刑犯及受高薪賞金吸引的職業軍人加入，但近年來兵團開始提高加入資格，並開始對申請者做身家調查，並禁止重刑犯加入。
服役滿五年可申請成為法國公民，之後可以以年為單位續約。另外外籍兵团士兵因作戰重傷即可成為法國公民，這就是法國外籍兵團著名的《“為愛法國流血”法》（français par le sang versé）條款。

## 編制
過去，外籍兵團除了在國家危急時期以外並不駐紮在法國本土。在1962年之前，兵團的總部駐紮在阿爾及利亞的西迪·貝勒·阿貝斯（Sidi-Bel-Abbès）。但在阿爾及利亞戰爭結束後，因應雙方所簽條約及就近看管曾經叛變過的部隊，政府將兵團指揮中樞搬遷回法國。
現在，一些軍團的單位部署在科西嘉島或其他海外屬地，而其餘的單位部署在法國本土的南部。目前軍團總部位於馬賽附近東邊的小城歐巴涅（Aubagne）。
軍團目前擁有九個團一特遣隊：

### 法國本土
- 外籍兵團招募处（GRLE），駐紮於巴黎（Paris），后勤招募团
  - 主要工作為負责为整个外籍军团招募各方面的人才，分落在法国各大城市的信息处能为有当兵志愿的人提供最大限度的信息支持，不负责战斗。
- 第1外籍騎兵團（1er REC），駐紮於奧蘭治（Orange），機械化騎兵團
  - 主要工作為負責威力偵查。
- 第1步兵團（1er RE），駐紮於歐巴涅（Aubagne），外籍兵團總司令部
  - 整个外籍兵团的人事总部，其中含有军级规格的军乐团，不負責直接戰鬥
- 第1外籍工兵團（1er REG），駐紮於洛丹（Laudun）
  - 擁有稱為DINOPS的水中水上工作專門部隊，過去是第6外籍工兵團，但隨著第2外籍工兵團的設立而改名。
- 第2外籍步兵團（2e REI），駐紮於尼姆（Nîmes）
  - 以步兵配合装甲车为主，狙击手为辅，适应从沙漠到严寒各种环境作战，在中东、东欧、非洲大陆都有他们的身影，算是最常被派至海外的部隊。偶尔会在法国本土配合警察担任保安工作。
- 第2外籍工兵團（2e REG），駐紮於聖克里斯托（St Christol）
  - 基地位於山嶽環繞的盆地裡，负责高山工程、蛙人侦察和排雷任务。
- 法國外籍兵團第4團（4e RE），駐紮於卡斯泰爾諾達里（Castelnaudary）的訓練營區。
  - 通过招募处后，到各个专业部队之前，新兵將在此接受包含法語在內的四個月戰鬥訓練。

### 科西嘉島
- 第2外籍傘兵團（2e REP），駐紮於卡爾維（Calvi）
  - 整个法国陆军的精銳部隊，擅長各種特殊环境戰鬥。由于行动快速、装备轻巧，通常参与对作战国先头登陆的任务。

### 法國海外屬地
- 第3外籍步兵團（3 REI），駐紮在法屬圭亞那
  - 擅長叢林戰，負責守護蓋亞那太空中心。
- 馬約特特遣隊（DLEM），駐紮於馬約特（Mayotte）

### 亚洲
- 外籍兵團第13團（13 DBLE），原先位于非洲东部的吉布提，自2011年6月起正式駐紮於阿联酋的首都阿布扎比。
  - 成員大多為服役八年的精銳，以装甲步兵配合远程炮兵为主，负责守护亚洲西南和非洲东北部。

### 已解散單位
- 第1外籍傘兵團（1e REP），在阿爾及利亞發動叛變失敗，之後遭到解散。

## 部署

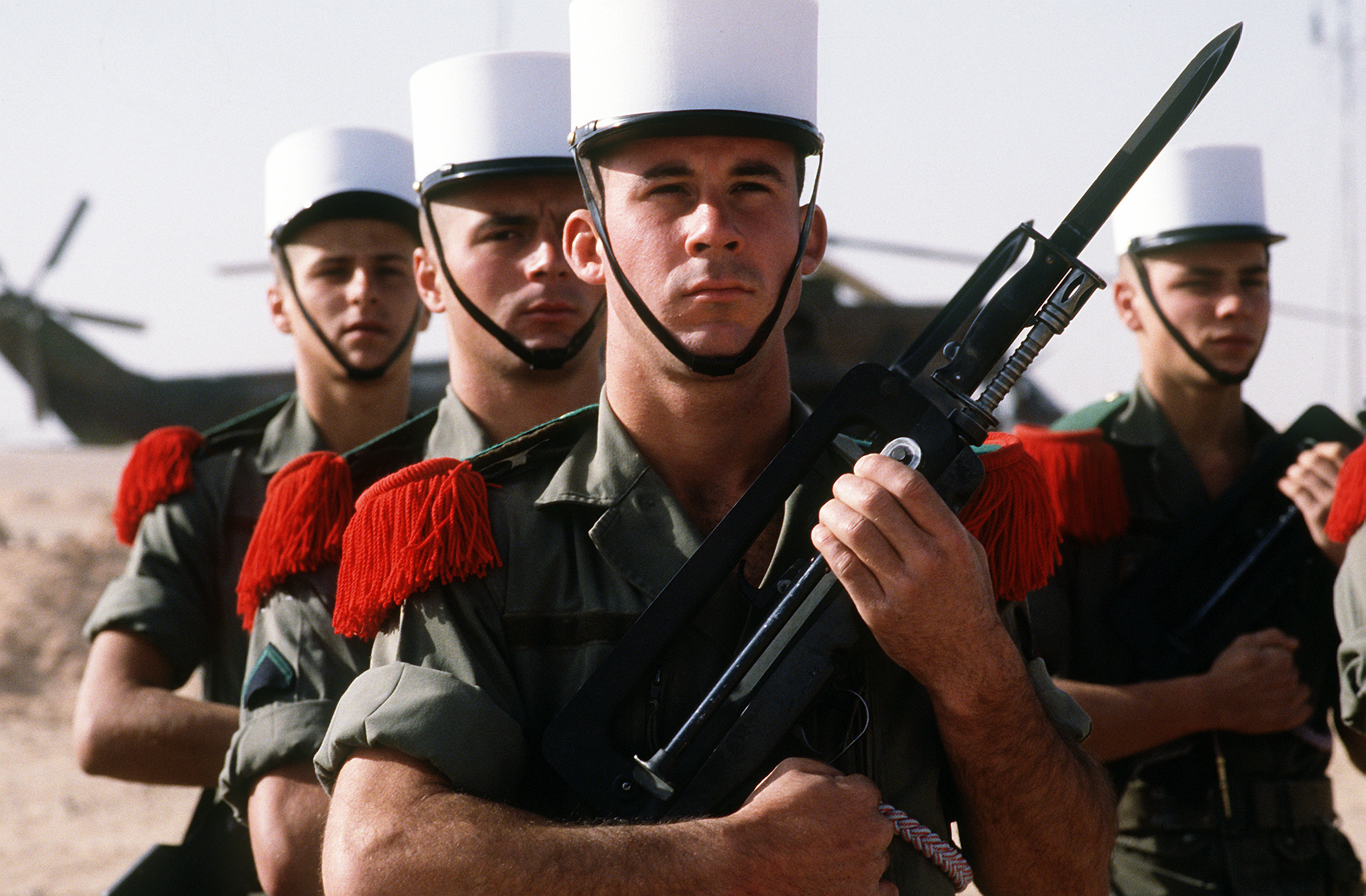
外籍兵團士兵

目前外籍兵团在圭亚那、马约特、阿布扎比、波利尼西亚、象牙海岸等地均有驻军。

## 待遇
剛開始的新兵每個月1,043 €，之後隨著年資與階級調升。另外，兵團成員還可以擁有九個禮拜的帶薪休假。
| 軍階       | 服務年數 | 1°RE    | 2°REP   | 3°REI   | 13°DBLE |
| ---------- | -------- | ------- | ------- | ------- | ------- |
| 二等兵     | 10個月   | 1,205 € | 1,460 € | 1,433 € | 3,567 € |
| 伍長       | 3年      | 1,226 € | 1,480 € | 1,452 € | 3,626 € |
| 高級伍長   | 10年     | 1,303 € | 1,607 € | 1,600 € | 3,939 € |
| 士官       | 7年      | 1,351 € | 1,648 € | 1,650 € | 3,929 € |
| 高級士官   | 10年     | 1,779 € | 2,095 € | 1,945 € | 4,186 € |
| 士官長     | 17年     | 2,007 € | 2,140 € | 2,180 € | 4,748 € |
| 高級士官長 | 21年     | 2,078 € | 2,427 € | 2,477 € | 4,818 € |

- 2°REP包含跳傘加給。
- 3°REI包含海外省居住補助
- 13°DBLE包含海外居住補助

## 軼聞

### 烏克蘭籍士兵參戰
2022年2月底，烏克蘭遭到俄羅斯入侵，烏克蘭總統泽连斯基號召志願者加入防衛烏克蘭。
同年3月，有14名烏克蘭籍外籍兵團軍事人員欲私自離開法國、返鄉參戰，其中有9名軍人是休假中不被允許離境，有5名軍人是擅自離開部隊營區，最终他們在開往波蘭的巴士上被查獲、逮捕、解送至軍團司令部。

## 影視作品
- 1992年香港电影《戰龍在野》